# Windhof
Windhof (Luxemburgs: Wandhaff) is een plaats in de gemeente Koerich en het kanton Capellen in Luxemburg.
Goeblange · Goetzingen · Koerich · Windhof

Luxemburgse gemeenten · Kanton Capellen · Luxemburg